# Justice League: War
Justice League: War è un film d'animazione del 2014 diretto da Jay Oliva. 
Fa parte dei DC Universe Animated Original Movies ed è l'adattamento della serie Justice League: Origin di Geoff Johns e Jim Lee, pubblicata tra il 2011 e il 2012.
Un'anticipazione del film era stata data nella scena dopo i titoli di coda della pellicola Justice League: The Flashpoint Paradox (2013), mentre nel gennaio 2015 esce il sequel Justice League: Il Trono di Atlantide. Il film è il secondo capitolo del cosiddetto DC Animated Movie Universe.

## Trama
Nella città di Gotham City e non solo si verificano alcuni rapimenti e la stampa li addossa al vigilante Batman; Hal Jordan, la Lanterna Verde, ne sventa uno proprio grazie al cavaliere oscuro, assieme al quale si lancia all'inseguimento della creatura che stava per rapire una donna: l'essere, un Parademone, piazza quella che sembra una bomba nelle fogne per poi autodistruggersi in nome del perfido Darkseid. Batman, tuttavia, intuisce che in realtà l'oggetto sembra più un computer che un ordigno.
Ai Laboratori S.T.A.R. di Metropolis, intanto, il dottor Silus Stone e il suo staff stanno analizzando un dispositivo identico a quello trovato dai due supereroi fornito loro da Flash; vedendo inoltre che gli stessi segnali emanati dall'oggetto provengono anche da altre città, lo scienziato capisce che i dispositivi costituiscono una sorta di canale di comunicazione. Nel frattempo Victor, figlio del dottor Stone, vince con la sua squadra di football un'importante partita ma al posto di suo padre, assente per lavoro, si siede un ragazzino, Billy Batson, che entra di straforo allo stadio e poi negli spogliatoi prendendogli la maglia.
Mentre davanti alla Casa Bianca si tiene una manifestazione contro i supereroi placata da Wonder Woman, che di lì a poco incontra il Presidente accompagnata da Steve Trevor, Batman e Lanterna Verde arrivano a Metropolis e rintracciano Superman: vedendoli con uno dei dispositivi il kryptoniano li scambia per alleati delle creature che hanno attaccato anche lui, ma dopo un breve scontro riescono a chiarirsi e a decidere di collaborare per scoprire il vero scopo delle scatole. Intanto, sul pianeta Apokolips, Darkseid, su consiglio del sottoposto Desaad, decide di dare il via all'invasione della Terra.
Victor raggiunge suo padre esternandogli la sua rabbia per la sua assenza e poco dopo i dispositivi si attivano, aprendo dei portali dimensionali da cui fuoriescono i Parademoni: il giovane giocatore viene colpito in pieno dalla detonazione e riporta danni gravissimi; suo padre, per salvarlo, decide di sottoporlo ad un procedimento mai testato prima e Victor si fonde a tale tecnologia divenendo un cyborg. Padre e figlio vengono poi raggiunti da Flash mentre anche Wonder Woman, a Washington, comincia a combattere con i Parademoni.
Billy torna a casa e quando uno dei Parademoni lo attacca si trasforma in Capitan Marvel mentre Superman, sentito che l'invasione è giunta fino nella capitale, si dirige a Washington e comincia a combattere l'invasione assieme a Wonder Woman. Cyborg, grazie alle sue nuove facoltà, decifra il messaggio contenuto nelle scatole (scoprendo che i rapimenti hanno la funzione di trasformare le vittime in Parademoni al servizio di Darkseid) per poi venir raggiunto da Shazam; Flash, intanto, si unisce a Lanterna e Batman.
Tutti i supereroi coinvolti nella lotta si riuniscono e Cyborg comunica loro quanto ha scoperto, e cioè che Darkseid vuole modificare la Terra per renderla un suo dominio; in quel momento, tuttavia, Darkseid stesso scende in campo e, grazie ai suoi raggi Omega, riesce a tramortire Superman e farlo rapire dai Parademoni. Batman, certo che senza il kryptoniano la sconfitta sia inevitabile, dopo aver rivelato la sua storia a Lanterna si lascia catturare per andare a liberarlo, consigliandogli inoltre di cercare di collaborare con gli altri.
Lanterna e gli altri decidono che per fermare Darkseid è necessario privarlo dei suoi raggi Omega e dunque che devono accecarlo, mentre Desaad tenta di trasformare Superman nel più potente servitore del sovrano di Apokolips; Batman riesce quindi a fermarlo mentre Wonder Woman acceca l'occhio destro di Darkseid. Superman si risveglia ma, non essendo ancora tornato pienamente in sé, uccide Desaad e attacca anche Batman. La battaglia tra Darkseid e gli altri supereroi infuria sempre più e questi, grazie ad un portentoso attacco collettivo, riescono a accecare completamente l'avversario, che tuttavia continua a combatterli.
Batman tenta inutilmente di far rinsavire Superman mentre Cyborg, entrando nel sistema dei dispositivi, riesce ad aprire i portali dimensionali, che risucchiano tutti i Parademoni e anche Darkseid, che però vi viene spinto a viva forza da tutti i supereroi, compresi i sopraggiunti Superman e Batman. Cyborg riesce poi a far ritornare sulla Terra tutte le persone rapite, che acclamano i loro salvatori. I sette, riuniti infine in occasione della loro celebrazione pubblica, nonostante affermino il contrario si rendono conto di aver creato un gruppo che proteggerà la Terra.
In una scena durante i titoli di coda un enorme sottomarino emerge: ne fuoriesce Ocean Master, che col cadavere del re di Atlantide tra le braccia giura vendetta contro gli abitanti della superficie.